# Невзоров, Александр Глебович
Алекса́ндр Гле́бович Невзо́ров (род. 3 августа 1958, Ленинград) — советский и российский репортёр, телеведущий, режиссёр, сценарист и продюсер документальных фильмов, публицист. Стал известен в конце 1980-х годов как автор и ведущий программы «600 секунд». Депутат Государственной думы Российской Федерации I, II, III и IV созывов (1993—2007). Ипполог. Основатель, «мастер и наставник» школы воспитания лошадей Nevzorov Haute École.

## Биография

### Жизнь в СССР
Воспитывался бабушкой и матерью. Дед по матери — сотрудник НКВД Георгий Владимирович. По утверждению самого Невзорова — генерал МГБ, возглавлял в 1946—1955 годах Управление МГБ СССР по борьбе с бандитизмом Литовской ССР, занимавшееся борьбой с «лесными братьями». Невзоров утверждает, что в детстве присутствовал вместе с адъютантом деда на конспиративных квартирах, куда приходили священники, чтобы «настучать» на своих прихожан.
Мать — Галина Георгиевна Невзорова (1936—2001), журналист газеты «Смена», похоронена на Преображенском еврейском кладбище в Санкт-Петербурге,рядом со своей мамой.Ашкенузи Анной Александровной. По сообщениям СМИ, отцом Невзорова является известный ленинградский художник-шестидесятник Глеб Богомолов (1933—2016), который не поддерживал отношения с сыном. В прессе Невзоров утверждает, что никогда не видел своего отца, и поддерживает легенду о том, что им является североамериканский индеец народа команчи.
В 1975 году окончил среднюю школу с углублённым изучением французского языка. Учился на филологическом факультете ЛГУ имени А. А. Жданова (не окончил).
В армии не служил, поскольку был хиппи. С 22 февраля по 15 марта 1975 года по направлению медицинской комиссии районного военного комиссариата проходил обследование в городской психиатрической больнице № 3 имени Скворцова-Степанова.
С 1984 года был певчим в церковном хоре, куда пришёл, поскольку «разбирался в сольфеджио и хороший имел голос, к тому же тогда очень много платили». На послушание (в женском монастыре), по собственным словам, его подви́г «юношеский протестный максимализм, никакой веры во всё это, естественно, под собой не имеющий». Учился в Московской духовной семинарии, но был отчислен с 4-го курса. Уже будучи атеистом, утверждал, что не сделал церковную карьеру, потому что у него «нормальная» сексуальная ориентация.
Сменил множество профессий. Работал помощником санитара, литературным секретарём, объездчиком лошадей в колхозе, каскадёром. С 1983 года работал на Ленинградском телевидении. Получил известность в конце 1980-х годов как автор и ведущий программы «600 секунд». Впервые в этом качестве Невзоров выступил в эфире ленинградского телевидения в сюжете программы «Взгляд» Евгения Додолева. Владимир Молчанов в интервью рассказал, что всесоюзную известность Невзоров получил после выхода «600 секунд» в эфире одной из первых передач «До и после полуночи» на Центральном телевидении. В начале 1990-х годов Александр Невзоров придерживался правых убеждений, называл себя монархистом, позировал в военной форме царской армии. Невзоров подчёркивал свои тесные связи с милицией и КГБ: «У меня с КГБ хорошие отношения. Это нормально. Они очень нам помогают. Я эту организацию высоко ценю… Они не коррупционеры, не продают свою честь».
13 декабря 1990 года он на пустыре встречался с неизвестным информатором, который двумя днями ранее предложил компромат на чиновника. На встрече неизвестный подошёл к журналисту и выстрелил в область сердца. В ответ журналист стрелял из газового пистолета. Невзоров не получил значительных ранений, так как пуля стрелявшего прошла рядом с левой подмышкой, не задев сердца и крупных сосудов.
Создал серию репортажей «Наши» о советских и российских солдатах в горячих точках (Вильнюс, Приднестровье, Нагорный Карабах и другие), которые активно поддерживали официальную точку зрения советских властей. В январе 1991 года фильм Невзорова «Наши» о январских событиях в Вильнюсе был показан на Первой программе ЦТ. Фильм героизировал бойцов Вильнюсского ОМОНа, сохранившего верность СССР в то время, когда Литва объявила о своей независимости. В Риге Невзоров поддерживал «Чёрные береты» и полковника Виктора Алксниса. В ноябре 1991 года на митинге в Санкт-Петербурге Александр Невзоров провозгласил создание Народно-освободительного движения «Наши».

### После распада СССР
Александр Невзоров был членом редакционной коллегии газеты Александра Проханова «День», членом Думы Русского национального собора, членом организационного комитета Фронта Национального спасения. 23 сентября 1993 года приезжал в осаждённый Белый дом.
30 сентября 1993 года в своей программе «600 секунд» Невзоров, ссылаясь на Михаила Полторанина, сообщил: «4 октября произойдут события, которые следует принять очень спокойно». Речь шла о предстоящем штурме здания Верховного Совета РСФСР. В 2013 году в интервью телеканалу НТВ Невзоров говорил с сожалением о своей поддержке защитников Дома Советов и назвал сторонников Верховного Совета России «безумной и бесноватой шоблой». Он полагал, что проявил тогда излишнюю «искренность».
В начале 1990-х годов основал независимую телекомпанию (НТК) «600». Участвовал в ряде локальных вооружённых конфликтов. Снял два фильма о Первой чеченской войне: «Ад» (документальный, 1995) и «Чистилище» (художественный, 1997). Демонстрация по Первому каналу телефильма «Ад» о штурме российскими войсками Грозного вызвала негативную реакцию представителей либеральной общественности, обвинивших создателя картины в предвзятости к чеченцам. В дальнейшем оценивал этот конфликт как «ненужную войну», в которой власть использовала патриотизм «самым бесстыжим и преступным образом». В 1995—1999 годах был ведущим телепередач «Дикое поле» и «Дни». Также в 2000 году на ОРТ готовилась выйти в эфир аналитическая программа «Невзоров», которая не вышла в эфир из-за назначения на должность председателя ВГТРК Олега Добродеева и переориентирования политических и финансовых ресурсов на РТР.
Автор книги «Поле чести» (1995) о современной российской политике.

### После 2000 года
С ноября 2001 по декабрь 2002 года Александр Невзоров был одним из соведущих Михаила Леонтьева в аналитической программе «Другое время» на ОРТ.
С июля 2007 по январь 2009 года вёл авторскую колонку в журнале «Профиль», с сентября 2009 года вёл ту же колонку (с простым названием «Невзоров») в еженедельнике «Однако»: «Летом 2007 года главный редактор „Профиля“ Михаил Леонтьев уговорил Невзорова вести в журнале колонку. Над её названием главный редактор долго не думал: колонка именовалась „Невзоров“, потому что к звучанию этой фамилии, ставшей Именем, добавить нечего». Последний материал Невзорова на сайте «Однако» датируется 13 мая 2010 года.
Вёл интернет-передачу «Уроки атеизма», состоящую из выпусков со средней продолжительностью 9 минут.
С ноября 2015 по декабрь 2020 года — один из ведущих программы «Паноптикум» на телеканале «Дождь» совместно со Станиславом Белковским (позже — с Василием Уткиным), с января 2017 года по февраль 2022 года — постоянный гость еженедельной программы «Невзоровские среды» (ранее, с февраля 2015 года — «Персонально ваш») на радиостанции «Эхо Москвы». В июне 2020 года запустил рубрику «Наповал» на собственном YouTube-канале, которая выходит еженедельно по воскресеньям.
В мае 2016 года появилась информация о том, что Невзоров является советником генерального директора «Первого канала» Константина Эрнста. Сам Невзоров в эфире радиостанции «Эхо Москвы» подтвердил этот факт. В январе 2018 года в интервью Юрию Дудю уточнил, что занимал эту должность с 2006 года.
7 февраля 2012 года Александр Невзоров был внесён в список доверенных лиц Владимира Путина. После антиправославных высказываний Невзорова начальник предвыборного штаба Путина Станислав Говорухин сказал, что было бы правильным решением лишить журналиста статуса доверенного лица. Однако Невзоров остался доверенным лицом и даже агитировал за Путина, назвав его «единственным, кто сможет удержать от катастрофы ежесекундно разваливающуюся империю». В интервью Ксении Собчак на телеканале «Дождь» Невзоров отметил, что легко совмещает своё критическое отношение к Русской православной церкви и поддержку Путина. В 2018 году в интервью Юрию Дудю заявил, что поддерживал Путина на выборах в знак благодарности за то, что тот в 1990-е годы отговорил своего начальника, мэра Санкт-Петербурга Анатолия Собчака, заказывать убийство Невзорова.
11 августа 2021 года во время автограф-сессии в петербургском отеле «Гельвеция», состоявшейся после очередного эфира авторской радиопрограммы «Невзоровские среды», на публициста было совершено нападение; он отделался пощёчиной и не стал заявлять на нападавшего мужчину.
В 2022 году, на фоне возбуждённого против него в России уголовного дела в связи с освещением военных действий на Украине, Невзоров с супругой переехали в Италию, где у них есть недвижимость и вид на жительство. 3 июня 2022 года ряд СМИ со ссылкой на украинских чиновников сообщили, что Александр Невзоров и его жена Лидия Невзорова получили через консульство Украины в Италии украинское гражданство, в интервью от 10 июня Невзоров также подтвердил это, однако секретарь СНБОУ Алексей Данилов, а позже президент Украины Владимир Зеленский опровергли данную информацию.

### Депутат Госдумы

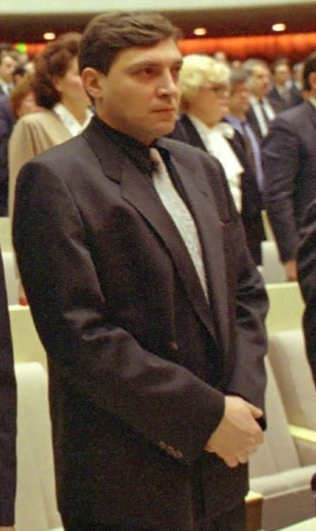
Невзоров во время исполнения Гимна России на открытии Государственной думы 1-го созыва, 11 января 1994

12 декабря 1993 года был избран депутатом Государственной думы Российской Федерации I созыва по Центральному одномандатному избирательному округу № 210 г. Санкт-Петербурга.
В декабре 1995 года избран в Государственную думу по Псковскому одномандатному избирательному округу № 144. Четырежды (с 1993 года) выдвигался как независимый депутат от разных избирательных округов, был членом Комитета по конституционному законодательству и государственному строительству. По воспоминаниям Екатерины Шульман, Невзоров прославился тем, что за все четыре созыва не подписал ни одного законопроекта и ни разу не был на заседаниях. Сам Невзоров утверждал, что за четыре срока в Государственной думе был символично 4 раза. В парламентские фракции не входил.
В 1994—1998 годах был консультантом-аналитиком Бориса Березовского.
В декабре 1999 года баллотировался в Государственную думу по одномандатному избирательному округу г. Санкт-Петербурга, но проиграл представителю Союза правых сил Юлию Рыбакову.
В марте 2000 года Невзоров повторно баллотировался в Государственную думу Российской Федерации III созыва по Всеволожскому одномандатному избирательному округу № 99 (Ленинградская область), так как в данном округе в декабре 1999 года 1-е место занял кандидат «против всех» и были назначены довыборы. Невзоров занял 1-е место.
В декабре 2003 года он выиграл выборы в Государственную думу IV созыва в 100-м Всеволожском округе. Помощником депутата Невзорова работал криминальный авторитет Владимир Барсуков. Охранные услуги депутату оказывало охранное предприятие «Балтик-Эскорт», руководителем которого был Роман Цепов.

## Иппология
В 2004 году Невзоров снял фильм «Лошадиная энциклопедия», а годом позже вышла книга с таким же названием. В них Невзоров рассказывает о роли лошади в истории, о её использовании в разные исторические эпохи и об отношении человека к этому животному. Основное внимание уделено противоречиям между биологической природой лошади и образом жизни лошадей, сформированным человеком. Фильм «Методика Nevzorov Haute École: основные принципы», законченный в 2006 году, представляет зрителям основные концептуальные моменты воспитания лошади по методике Школы «Nevzorov Haute École», не являясь при этом учебным пособием, а только лишь ознакомительным.
Кроме того, Александр Невзоров снял художественно-документальный фильм «Лошадь распятая и воскресшая», который был показан на Первом канале в начале июня 2008 года. В 2010 году закончена работа над новым фильмом «L.E.P.» («Lectio Equaria Palaestra», «Манежное лошадиное чтение»), вызвавшим ещё до показа на телеэкранах множество споров и крайне разнополярных отзывов. В 2007—2010 годах Невзоров издавал журнал «Nevzorov Haute École». После проигрыша в судебном процессе по поводу незаконного размещения в журнале фотографий журнал перестал выходить. Протестует против конного спорта как явления. Является основателем, руководителем и мастером школы «Nevzorov Haute École».

## Взгляды

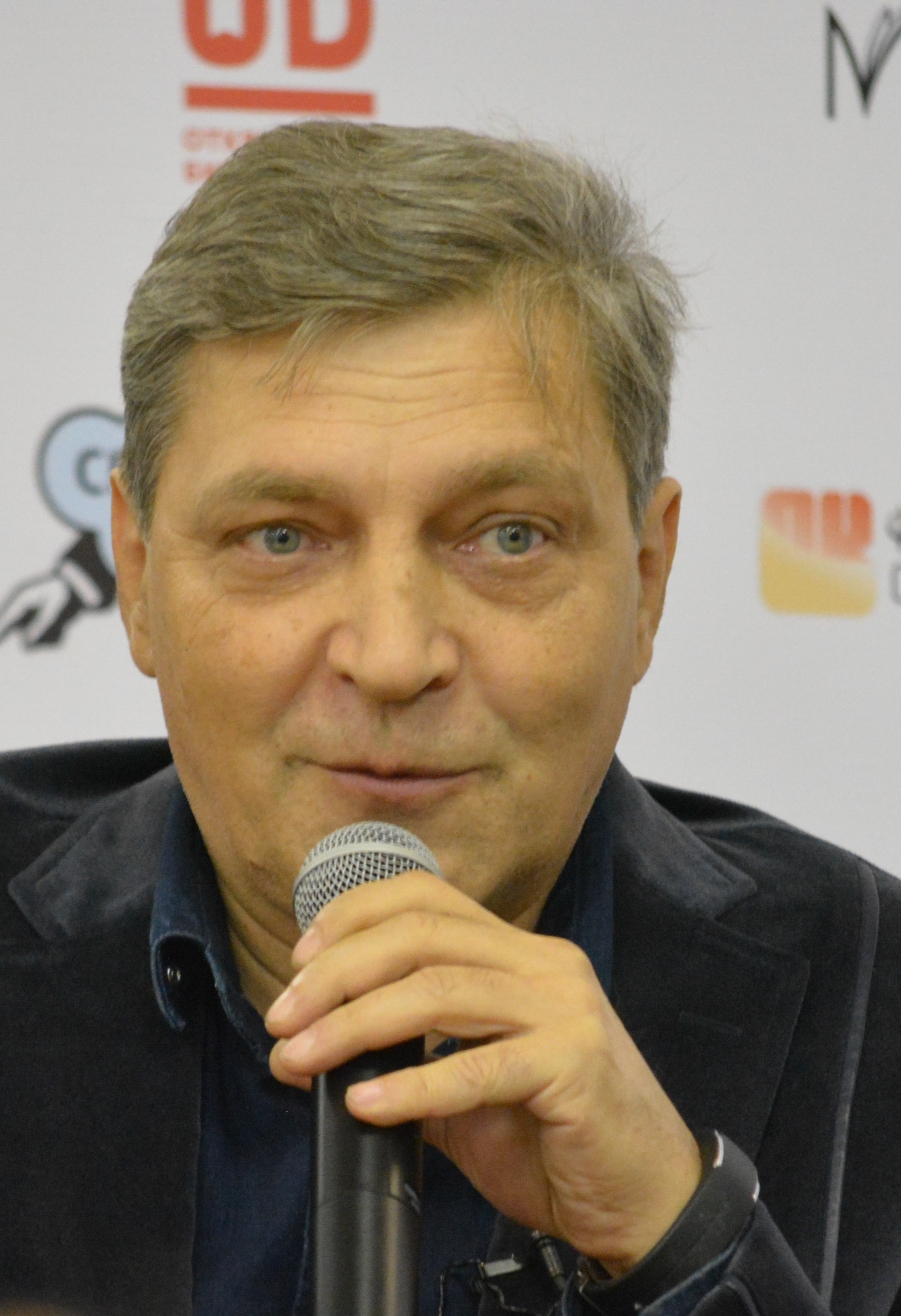
Невзоров в 2014 году

В 1990-е годы Невзоров был православным христианином, но позднее стал атеистом и начал выступать с резкой критикой Русской православной церкви. Утверждает, что ведёт с церковью «своеобразный диалог». Выступал против введения в школах «Основ православной культуры». Обвиняет священнослужителей РПЦ в гомосексуализме и педофилии. В 2011 году протоиерей Всеволод Чаплин в ответ на эти обвинения назвал Невзорова лжецом и заявил, что «ни одного доказательства того, о чём он говорит, у него нет, тем более, что этого в принципе не могло быть и не было». После этого Невзоров пообещал выпустить и посвятить Чаплину книгу под названием «Педофилия в РПЦ». В 2013 году в интервью Ксении Собчак на телеканале «Дождь» Невзоров уточнил: «Это не написание книги, это формализация имеющихся документов, к которым я не собираюсь ничего прибавлять от себя».
«Нормально» относится к эвтаназии, абортам и считает, что каждый человек имеет право на самоубийство. Считает аннексию Крыма Россией «мародёрством», однако утверждает, что не является моралистом и не видит «ничего плохого в мародёрстве». Поддерживает украинскую армию в борьбе против непризнанных политических образований востока Украины. Критически относится к акции «Бессмертный полк», считая, что «Российская Федерация превращается в секту Победы», и что данная акция является «торжеством смерти». В 2018 году Невзоров сказал в интервью «Московскому комсомольцу»: «Я вообще ни во что не верю. А какие смыслы и какие причины верить в человека? Да и вообще, зачем верить? Я не очень понимаю смысл веры как таковой <…> для меня вообще ничего святого нет».
3 февраля 2021 года в эфире программы «Невзоровские среды» на радио «Эхо Москвы», комментируя фильм «Зоя», Невзоров заявил, что в действиях Зои Космодемьянской «заслуги-то никакой не было», и назвал её «фанатиком, исполняющим преступный приказ». После этого Российское военно-историческое общество (РВИО) направило заявление в Генеральную прокуратуру России с просьбой провести проверку высказываний Невзорова на предмет нарушения статьи УК РФ о реабилитации нацизма.
Резко осудил вторжение России на Украину. После отъезда из России в интервью немецкому Deutsche Welle назвал текущую российскую идеологию русским фашизмом и высоко оценил украинское сопротивление.
Также в интервью Ирине Шихман в проекте «А поговорить?» назвал Фёдора Достоевского «идеологом русского фашизма», а себя — русофобом, отметив также, что «история России вся — сплошная Буча», и при этом, что «В русской культуре русского примерно столько же, сколько в джинсах Levi’S, сшитых на Ивановской фабрике русской ткачихой».
Александр Невзоров является пескетарианцем, поскольку ест рыбу, но не ест мяса и твёрдо убеждён во вреде мясной пищи для организма человека.

## Критика
Игорь Ильин, работавший в 1992—1993 годах начальником пресс-центра программы Невзорова «600 секунд», а также руководивший предвыборной кампанией Невзорова по выборам в Государственную думу, в 2005 году заявил:
Что касается движения «Наши», то оно тихо скончалось, так себя по-настоящему и не проявив. Все мы, искренне поверив Невзорову в самом начале, затем поняли, что он просто создаёт «массовку» для своей программы.
Вышедшая в 2012 году книга А. Г. Невзорова «Происхождение личности и интеллекта человека» была подвергнута критике авторами портала Антропогенез.ру в статье «60 ошибок Александра Невзорова: невежество и надуманность аргументов простительны?». В ней был проанализирован ряд фрагментов книги и выявлены фактические ошибки. Авторами статьи выступили главный редактор портала Александр Соколов, Станислав Дробышевский, Светлана Бурлак, Светлана Боринская и Леонид Вишняцкий. Невзоров ответил на критику в видеоформате на своём канале на YouTube.

## Политическое преследование
22 марта 2022 года Главное следственное управление Следственного комитета Российской Федерации на основании Федерального закона от 04.03.2022 № 32-ФЗ возбудило против Невзорова уголовное дело по п. «д» ч. 2 ст. 207.3 УК РФ (публичное распространение под видом достоверных сообщений заведомо ложной информации о действиях Вооружённых сил Российской Федерации). По данным следствия, на своей публичной странице в социальной сети «Инстаграм», а также 19 марта 2022 года в своём ютуб-канале Невзоров разместил якобы «заведомо ложную информацию об умышленном обстреле Вооружёнными Силами Российской Федерации родильного дома в городе Мариуполе», также сопроводив свои публикации «недостоверными фотографиями пострадавших от обстрела мирных граждан», использовав в качестве источников украинские СМИ, в то время как «Министерством обороны Российской Федерации официально объявлено о ложности указанных сведений». Также было отмечено, что «следствием принимаются меры к установлению местонахождения Невзорова с целью проведения с ним следственных и процессуальных действий». Позже следствие сообщило о распространении Невзоровым сведений «об умышленном уничтожении российскими военнослужащими… мирного населения в Буче», которые также отрицаются Министерством обороны РФ, а диапазон дат, в которые Невзоров распространял эту информацию, был расширен до 9 марта — 30 мая 2022 года.
23 марта жена Невзорова заявила, что они находятся в Израиле «именно сейчас исключительно потому, что выступление мужа переносили в течение двух лет 3 раза», добавив, что «это легко проверить: билеты на мероприятие продавались ещё два года назад» и «мы пока не планируем никуда эмигрировать из России». 27 марта Роскомнадзор по требованию Генпрокуратуры заблокировал доступ к сайту Александра Невзорова.
22 апреля Министерством юстиции России внесён в список СМИ — «иностранных агентов».
4 мая 2022 года МВД России объявило Невзорова в розыск «по статье УК», а спустя 2 дня суд принял заочное решение о его взятии под стражу. 15 декабря 2022 года Генпрокуратура утвердила обвинительное заключение в отношении Невзорова и направила дело в Басманный суд Москвы. Так как публицист находится за рубежом, он также был объявлен в международный розыск, однако Интерпол отказался экстрадировать его в Россию, так как счёл преследование политически мотивированным. 1 февраля 2023 года Невзоров был заочно приговорён Басманным судом к 8 годам лишения свободы, а также после отбытия наказания, согласно приговору, ему запрещено в течение 4 лет администрировать интернет-ресурсы.
В июле 2024 года Октябрьский районный суд Санкт-Петербурга впервые в России признал семью Невзорова «экстремистским объединением» и обратил их имущество, в частности три участка, машину и долю в компании в доход государства. В качестве реакции на это событие Невзоров заявил, что ничего общего с Россией иметь не хочет и никакие имущественные вопросы его не интересуют и не волнуют, «а на остатки былой роскоши» он давно «махнул рукой». 19 марта 2025 года Невзоров и его супруга внесены в перечень террористов и экстремистов Росфинмониторинга.
7 февраля 2025 года Центральный городской суд Минска признал страницы Невзорова в соцсетях экстремистскими материалами и запретил их распространение в Республике Беларусь.

## Личная жизнь
Первая жена — Наталья Николаевна Невзорова, научный сотрудник Рукописного отдела Российской национальной библиотеки. Невзоров познакомился с ней в церковном хоре. Их общая дочь Полина состоит в браке с актёром Сергеем Горобченко. Семеро внуков. Отношений с дочерью и внуками Невзоров не поддерживает.
Вторая жена — Александра Евгеньевна Яковлева (1957—2022) — актриса, кинорежиссёр.
Третья жена — Лидия Алексеевна Невзорова (Колесникова; род. 29 марта 1973) — художница и ипполог. 10 февраля 2007 года у супругов родился сын Александр.

## Признание и награды
В 1989 году газета «Невский проспект» выпустила календарь под названием «Самые известные в мире ленинградцы», где Невзоров был помещён на обложку. Весной 1991 года в Московском театре восковых фигур в составе скульптурной группы «Смутное время» была представлена восковая фигура Невзорова, одетого в костюм десантника и держащего в одной руке автомат, а в другой — микрофон, берущего интервью у Екатерины II, находясь рядом с Григорием Распутиным.
Невзоров — кавалер ряда наград Министерства обороны РФ: медали «За укрепление боевого содружества», знака «Участнику боевых действий в Чечне» и др. Получил ряд государственных наград непризнанной Приднестровской Молдавской Республики: орден «За личное мужество», медаль «Защитнику Приднестровья», почётный боец батальона «Днестр» ОМОНа МВД ПМР. Также является кавалером казачьих крестов Союза казаков России и «За оборону Приднестровья». Почётный боец Рижского ОМОНа.
В июле 2016 года в интервью радиостанции «Эхо Москвы» Невзоров заявил о своём решении вернуть орден «За личное мужество», медаль «Защитнику Приднестровья» и казачий крест «За оборону Приднестровья», поскольку, по его словам,
«Приднестровье превратилось в отвратительную банановую республику, которая принимает законы, карающие за инакомыслие. Вот я за это не сражался, и я не хочу иметь ничего общего, в том числе и даже каких-то общих побрякушек, с этой местностью. Потому что мы там дрались за свободу и за возможность дышать и мыслить. Но сегодняшняя реальность, сегодняшнее Приднестровье, судя по принятию этой уголовной ответственности за инакомыслие, это не́что, даже с моими представлениями не имеющее ничего общего».
 В 2019 году он выставил на продажу Казачий крест «За оборону Приднестровья».
В 2017 году российское отделение Церкви летающего макаронного монстра признало Невзорова своим первым «святым».
В июне 2022 года президент Украины Владимир Зеленский, комментируя предоставление Невзорову украинского гражданства, назвал последнего, вместе с Андреем Макаревичем и Лией Ахеджаковой — людьми, которые чётко «формулируют проукраинскую позицию», — «нашим оружием» против российской власти.
С марта 2022 года (после начала войны в Украине) по январь 2023 года (за исключением октября и ноября) удерживал первое место в рейтинге TGStat российских журналистов по цитируемости и охвату аудитории в Telegram.

## Фильмография
- 1991 — Наши[132]
- 1995 — Чудотворная (о событиях октября 1993 года)[133]
- 1995 — Повар (про людоеда Ильшата Кузикова)
- 1995 — Ад (о чеченской войне)[134]
- 1997 — Чистилище — режиссёр, сценарист, кинопродюсер[135]
- 2005 — Лошадиная энциклопедия — режиссёр, сценарист
- 2006 — Методика Nevzorov Haute École: основные принципы — производство «Nevzorov Haute École»
- 2008 — Лошадь распятая и воскресшая — спектакль, документальный фильм (Россия) — режиссёр, сценарист
- 2010 — Lectio Equaria Palaestra (Манежное лошадиное чтение) — Россия, режиссёр
- 2017 — Антрекот Михайлович Достоевский — короткометражный фильм по одноимённому эссе Невзорова
- 2020 — Записки отельера — камео

## Сочинения
- Невзоров А. Г. Поле чести. — СПб.: Международная издательская корпорация, 1995. — 320 с. — 51 000 экз. — ISBN 5-900740-12-9.
- Невзоров А. Г. Лошадиная энциклопедия. — СПб.: АСТ, Астрель-СПб, 2005. — 358 с. — 5000 экз. — ISBN 5-17-033457-2.
- Невзоров А. Г. Трактат о Школьной посадке. — СПб.: АСТ, Астрель-СПб, 2008. — 128 с. — ISBN 978-5-17-052660-4.
- Леонтьев М. В., Невзоров А. Г. Крепость «Россия». — М.: Эксмо, 2008. — 319 с. — ISBN 978-5-699-25740-9.
- Невзоров А. Г. Избранное из публикаций 2007—2009 годов. — СПб.: Nevzorov Haute École, 2009. — 288 с. — ISBN 978-5-7451-0154-7.
- Невзоров А. Г. Конский спорт. Секреты «мастерства». — СПб.: АСТ, 2009. — 160 с. — 3000 экз. — ISBN 978-5-17-057820-7.
- Невзоров А. Г. Трактат о работе «в руках». — СПб.: АСТ, Астрель-СПб, 2010. — 128 с. — 3000 экз. — ISBN 978-5-17-068076-4.
- Невзоров А. Г. Краткая история цинизма. — М.:: АСТ, Астрель-СПб, Nevzorov Haute École, ВКТ, 2010. — 320 с. — ISBN 978-5-17-069686-4.
- Невзоров А. Г. L. E. P. Манежное лошадиное чтение. Киносценарий. — СПб.: Nevzorov Haute École, 2010. — 144 с. — 3000 экз. — ISBN 978-5-904788-04-9.
- Невзоров А. Г. Лошадиная энциклопедия. — АСТ, Астрель-СПб, 2010. — 384 стр. — 1500 экз. — ISBN 5-17-035523-8, 5-9725-0244-5, 5-17-035523-5;
- Невзоров А. Г. Происхождение личности и интеллекта человека. Опыт обобщения данных классической нейрофизиологии. — СПб.: Анатомия и Физиология, 2012. — 544 с. — ISBN 978-5-904788-15-5.
- Невзоров А. Г. Отставка господа бога. Зачем России православие? — М.: Эксмо, 2015. — 224 с. — 4000 экз. — ISBN 978-5-699-77727-3; 3000 экз. — ISBN 978-5-699-78735-7;
- Невзоров А. Г. Уроки атеизма: книга + CD (с живым голосом Александра Невзорова) — М.: Эксмо, 2016. — 352 с. + CD — 4000 экз. — ISBN 978-5-699-82339-0;
- Невзоров А. Г. Искусство оскорблять. — АСТ, Астрель-СПб, 2016. — 320 стр. — 3000 экз. — ISBN 978-5-17-097283-8;
- Невзоров А. Г. Невзоровский словарь. — Flibustier Publishing, 2019. — 312 стр. — ISBN 978-5-604-33110-1.
- Невзоров А. Г. Происхождение гениальности и фашизма. — Flibustier Publishing, 2023. — 251 стр. — ISBN 979-12-210-3529-2.